# 杰克·希基
杰克·希基（英語：Jack Hickey，1887年1月4日—1950年5月15日），生于悉尼，澳大利亚前男子橄榄球运动员。他曾代表澳大拉西亚参加1908年夏季奥林匹克运动会橄榄球比赛，获得一枚金牌。他于1950年去世，享年63岁。